# Korol Parizja
Korol Parizja (ryska: Король Парижа, fritt översatt Kungen av Paris) är en rysk stumfilm från 1917, regisserad av Jevgenij Bauer. Filmen baserades på en roman av Georges Ohnet, Lev Kulesjov stod för scenografin.

## Rollista
- Vjatjeslav Svoboda – Roger ("kungen av Paris")
- Nikolaj Radin – Raval Vencocq
- Emma Bauer – hertiginnan av Dernstein
- Michail Stalskij – Jean, skulptör, hertiginnans son
- Maria Boldyreva - Juliette
- Lidia Koreneva – Lucienne Marechal
- Maria Kulikova
- Jelena Juzjnaja [6]